# 福岡国際センター
福岡国際センター（ふくおかこくさいセンター）は、1981年10月に開業した福岡県福岡市博多区築港本町にあるコンベンションホールである。

## 概要
毎年11月には大相撲十一月場所（九州場所）が開催される。12月には福岡国際女子柔道選手権大会が開催されていたが、2007年より当会場が全日本選抜柔道体重別選手権大会の会場として使用されている。その他にもプロレス、プロボクシングといった格闘技を中心としたスポーツイベントや展示会、コンサートなどに幅広く利用される。2013年まで九州大学の入学式と卒業式もここで行われていた。
博多港のすぐ近くに位置し、隣には福岡サンパレスが、近接地にはマリンメッセ福岡（沖浜町）や福岡国際会議場（石城町）があり、一大コンベンションセンターエリアとして整備されている。そのほか周辺施設として、市内・国内航路の発着場であるベイサイドプレイス博多埠頭、ビートル等の博多-釜山間国際旅客船発着場である博多港国際ターミナルがある。

## 施設
- 鉄筋コンクリート造、一部鉄骨造、地下1階、地上3階
- 敷地面積 17,094m2
- 建築面積 8,151m2
- 展示面積 5,052m2（1階アリーナ3,425m2・56m×56m、2階ギャラリー1,627m2）
- 収容人員 最大1万人
- 1階仮設席6,000人、2階可動席2,500人、3階固定座席1,500人

## 交通
- 福岡市地下鉄箱崎線・呉服町駅から徒歩13分 [1]
- 福岡市地下鉄空港線・中洲川端駅から徒歩15分
- 西鉄バス国際センター・サンパレス停留所から徒歩
  - 西鉄福岡（天神）駅からバス8分
  - JR博多駅からバス11分